# Odontocera annulicornis
Odontocera annulicornis är en skalbaggsart som beskrevs av Magno 2001. Odontocera annulicornis ingår i släktet Odontocera och familjen långhorningar. Inga underarter finns listade i Catalogue of Life.